# Anton Figl (Schauspieler)
Anton Figl, bisweilen auch unter Anton Fiegl geführt, (* 1968) ist ein österreichischer Film- und Theaterschauspieler.

## Leben
Figl lernte die Schauspielerei zwischen 1989 und 1993 an der Wiener Schauspielschule Krauss. 1998 setzte er seine Ausbildung am Lee Strasberg Theatre and Film Institute in New York und 1999 an der Deutschen Schauspielerakademie in München fort. Er wurde zunächst als Theater-Schauspieler an der Landesbühne Hannover und am Theater am Kurfürstendamm tätig. Seit 2000 ist er in Film und Fernsehen zu sehen, darunter in Produktionen wie (T)Raumschiff Surprise – Periode 1 oder Sophie Scholl – Die letzten Tage. Ab 2007 spielte er regelmäßig am Kammertheater München. Seit 2014 ist er in der Reihe Kommissarin Lucas als Rechtsmediziner Pauli zu sehen.

## Filmografie
- 2000: Tatort – Und dahinter liegt New York
- 2002: Erkan und Stefan gegen die Mächte der Finsternis
- 2003: Die Verbrechen des Prof. Capellari – Bittere Schokolade
- 2003: lastminute.com – Ehepaar (3 Werbefilme)
- 2003: (T)Raumschiff Surprise – Periode 1
- 2004: Sophie Scholl – die letzten Tage
- 2004: Scharf wie Chili
- 2004: Wholetrain
- 2005: Um Himmels Willen
- 2005: Alarm für Cobra 11 – Die Autobahnpolizei
- 2006: Null Eins
- 2006: Zwei Ärzte sind einer zuviel – Mitten im Leben
- 2007, 2020: SOKO Kitzbühel
- 2007: Immer fair bleiben
- 2008: Um Himmels Willen – Weihnachten in Kaltenthal
- 2009: Die Rosenheim-Cops
- 2010: Das dunkle Nest
- 2011: Harms
- 2011: Ludwig II.
- 2011: Pfarrer Braun – Ausgegeigt!
- 2011: Hubert und Staller
- 2011: Blutsschwestern – jung, magisch, tödlich
- 2011: Forsthaus Falkenau
- 2011: Utta Danella – Wer küßt den Doc?
- 2012: München Mord – Wir sind die Neuen
- 2012: Unheil in den Bergen
- 2013: Die Gruberin
- Seit 2014: Kommissarin Lucas
  - 2014: Der Wald
  - 2015: Schuldig
  - 2016: Familiengeheimnis
  - 2016: Löwenherz
  - 2018: Das Urteil
  - 2019: Polly
  - 2020: Die Unsichtbaren
- 2014: Tatort – Gier
- 2015: Wenn es Liebe ist
- 2016: Almuth und Rita – Zwei wie Pech und Schwefel
- 2017: Aufbruch ins Ungewisse
- 2023: Zimmer mit Stall – Kuhhandel